# Върховен административен съд (Полша)
Върховният административен съд на Полша (на полски: Naczelny Sąd Administracyjny/ NSA) е съдебен орган, осъществяващ контрол върху функционирането на местната и регионална публична администрация от гледна точка на спазване на конституцията, правото на Европейския съюз и законите действащи в страната. Под този контрол попадат органите на териториалното и професионално самоуправление, органите на местно самоуправление, както и други субекти в сферата на изпълнение на функции от публичната администрация. Съдът се дели се на Финансова, Икономическа и Общоадминистративна камара.

## Органи
- Председател на Върховния административен съд
- Общо събрание на съдиите от Върховния административен съд
- Колегиум на Върховния административен съд